# Trận Lạng Sơn (1979)
Trận Lạng Sơn diễn ra trong Chiến tranh biên giới Trung-Việt năm 1979, vài ngày sau khi Quân Giải phóng Nhân dân Trung Quốc tiến sâu 15–20 km vào các tỉnh phía Bắc Việt Nam. Cuộc giao tranh xảy ra chủ yếu tại thành phố Lạng Sơn.
Sau khi chiếm được các điểm cao phía bắc Lạng Sơn, quân Trung Quốc đã bao vây thành phố nhằm gây áp lực khiến phía Việt Nam tăng chi viện bằng các đơn vị được rút về từ Campuchia. Đây là kế hoạch chiến lược chính của Đặng Tiểu Bình, vì không muốn mạo hiểm khi tình hình leo thang có thể liên lôi kéo thêm Liên Xô. Tuy nhiên, Bộ chỉ huy cấp cao của Quân đội Nhân dân Việt Nam, sau khi nhận được tin tình báo từ vệ tinh của Liên Xô, đã nhận ra cái bẫy của Trung Quốc và chỉ đưa lực lượng đến Hà Nội làm dự bị. Một cuộc tấn công tiếp tục diễn ra, nhưng phía Việt Nam chỉ cử một trung đoàn bảo vệ Lạng Sơn. Sau ba ngày giao tranh đẫm máu giành từng căn nhà, thành phố Lạng Sơn đã thất thủ vào ngày 6 tháng 3. Quân đội Trung Quốc sau đó đã chiếm các điểm cao phía nam Lạng Sơn.
Mặc dù Quân đội Trung Quốc đã chiếm đóng Lạng Sơn và các vùng lân cận trong thời gian ngắn, nhưng chiến dịch diễn ra chậm và tốn kém hơn so với dự tính của lãnh đạo Trung Quốc, họ chịu thương vong nặng nề trước chiến thuật du kích của dân quân Việt Nam và các đơn vị không chính quy.
Theo tờ Washington Post, các nhà phân tích mô tả trận đánh là một chiến thắng quan trọng của Trung Quốc trong việc chiếm đóng Lạng Sơn. Sự kháng cự của quân đội Việt Nam tập trung vào những nơi gần Lào Cai và Cao Bằng, đây được xem là yếu tố góp phần dẫn đến thất bại của phía Việt Nam. Một số nhà phân tích Thái Lan cho rằng Việt Nam chí ít đã thành công trong việc giữ tổn thất ở mức thấp nhất có thể bằng cách tránh các trận giao tranh trực tiếp giữa các đơn vị chủ lực đóng tại Hà Nội với lực lượng Trung Quốc.

## Bối cảnh
Là một phần của cuộc viễn chinh trừng phạt Việt Nam vì đã tiến đánh chính quyền thân Trung Quốc là Campuchia. Quân đội Trung Quốc tiến sâu vào miền bắc Việt Nam khoảng 15–20 km, các trận giao tranh chủ yếu xảy ra ở các tỉnh Cao Bằng, Lào Cai và Lạng Sơn. Việt Nam tránh huy động các sư đoàn chính quy vào chiến đấu, mà chỉ sử dụng cho mục đích phòng thủ Hà Nội. Phía Việt Nam cố gắng tránh giao chiến trực tiếp và thường sử dụng chiến thuật du kích để quấy rối lực lượng của Trung Quốc đang nam tiến. Để thực hiện được điều này, phía Việt Nam phải tận dụng địa hình đồi núi, đây là một trở ngại nghiêm trọng đối với phía Trung Quốc khi cố gắng tấn công và tiêu diệt các lực lượng không chính quy của Việt Nam.

## Chuẩn bị
Bộ Tổng tham mưu Quân đội Trung Quốc giao nhiệm vụ đánh chiếm Lạng Sơn cho Quân đoàn 55 từ Quân khu Quảng Châu, giao vai trò hỗ trợ cho Quân đoàn 54 và 43 từ Quân khu Vũ Hán. Mỗi lực lượng này có khoảng 43.000 quân được tổ chức thành ba sư đoàn bộ binh, một trung đoàn pháo binh và một trung đoàn phòng không. Ngoài ra, ba trung đoàn khác cũng được điều động từ Quân khu Thành Đô, gồm các đơn vị 56037, 56039 và 56229. Tổng số phía Trung Quốc lên tới khoảng 130.000 quân, họ dự định mở cuộc tấn công dọc theo cả năm con đường dẫn đến Lạng Sơn từ các phía bắc, đông và nam (Quốc lộ 1A, 1B, 4A, 4B và đường sắt qua Trung Quốc), mỗi hướng có ít nhất hai hoặc ba phân khu. Từ biên giới giữa cột mốc 15 và 20, Quân đoàn 55 sẽ tiến vào thị trấn Đồng Đăng, trong khi Quân đoàn 43 sẽ vượt qua biên giới giữa cột mốc 32 và 45, càn quét Chi Ma trước khi tấn công vào thị trấn Lộc Bình, sau đó di chuyển theo hướng Tây bắc vào thành phố Lạng Sơn qua Quốc lộ 4B. Quân đoàn 54 ban đầu sẽ đóng vai trò là lực lượng dự bị.
Trong khi đó, lực lượng phòng thủ của Việt Nam ở Lạng Sơn được giao cho Sư đoàn 3, gồm các Trung đoàn bộ binh 2, 12, 141 và Trung đoàn pháo binh 68, có khoảng 9.950 quân, được hỗ trợ bởi một số lực lượng địa phương từ Thành phố Lạng Sơn và các huyện Văn Lãng và Cao Lộc, cũng như Trung đoàn pháo binh 166 và Trung đoàn phòng không 272 do Quân khu 1 cử đi. Tổng lực của Việt Nam vào khoảng 13.000 quân. Ba sư đoàn 327, 337 và 338 làm đơn vị dự bị. Để củng cố các vị trí phòng thủ của mình, quân đội Việt Nam đã xây dựng gần 20.000 công sự dã chiến, được ngụy trang kỹ càng và được hỗ trợ bởi nhiều bãi mìn và chướng ngại vật.

## Các trận đánh

### Phá hủy phòng tuyến Đồng Đăng
Các cuộc tấn công đầu tiên được bắt đầu bằng hỏa lực pháo binh Trung Quốc bắn vào Lạng Sơn lúc 05h00 ngày 17 tháng 2. Phía Trung Quốc đã mở đường cho cuộc tấn công bằng cách xâm nhập vào lãnh thổ Việt Nam từ đêm hôm trước, họ cắt đường dây điện thoại và tiến hành các hoạt động phá hoại. Quân đoàn 55 của Quân đội Trung Quốc nhanh chóng áp đảo đồi 386, giết 118 quân Việt Nam. Mặc dù các nhóm nhỏ vẫn tiếp tục kháng cự gần Nam Quan và Đồng Đăng, nhưng phần lớn lực lượng phòng thủ của Việt Nam lúc đó do Trung đoàn 12 đảm nhận ở phía nam của thị trấn tại bản Thâm Mô và các vùng lân cận. Sau khi chiếm đồi 386, Quân đội Trung Quốc huy động Sư đoàn 163 đánh chiếm Đồng Đăng và tấn công các vị trí của quân Việt Nam trên phòng tuyến Thâm Mô. Cuộc tấn công được hỗ trợ bởi các nhóm nhỏ xe tăng tiến đến Quốc lộ 4A.
Giao tranh ở Thâm Mô diễn ra khốc liệt cho đến ngày 22 tháng 2, khi các mũi tiến công của quân Trung Quốc liên tục bị đẩy lui với thương vong nặng nề. Các chỉ huy phía Trung Quốc đã phải thay đổi chiến thuật, sử dụng các đơn vị nhỏ để đánh vào các vị trí của quân Việt Nam thay vì tấn công trực diện bằng các hàng lớp người. Sự thay đổi này dẫn đến việc Thâm Mô rơi vào tay Sư đoàn 163 Quân đội Trung Quốc vào lúc 20h00. Đồng Đăng bị chiếm đóng vào ngày hôm sau.
Tương tự, các cuộc tấn công hàng loạt của Trung Quốc vào phía đông Thâm Mô và Thâm Lũng bắt đầu từ ngày 17 tháng 2, đã bị lực lượng phòng thủ ngăn chặn quyết liệt. Vào ngày 18 tháng 2, một cuộc phản công của Việt Nam do Trung đoàn 2 Quân đội Việt Nam phát động đã đẩy các đơn vị của Trung Quốc quay trở lại Đồi 409, 611 và 675; điều này được lặp lại vào những ngày tiếp theo.
Vào ngày 23 tháng 2, Quân đội Trung Quốc có 6 đợt tấn công bản Phai Môn, tất cả đều bị đẩy lùi. Trung Quốc đã phải tiến hành thêm 12 mũi tấn công nữa trong ngày mới vượt qua được Thâm Lũng,  khiến khoảng hơn 1.000 người thiệt mạng. Tại bản Cồn Khoang ở phía sau đồi 339, Đại đội 63 của Việt Nam đã chống đỡ được cuộc tấn công từ một lực lượng đông hơn của Trung Quốc vào ngày 17 tháng 2, gần như loại bỏ được một tiểu đoàn Trung Quốc.

### Tiếp cận và chiếm Lạng Sơn

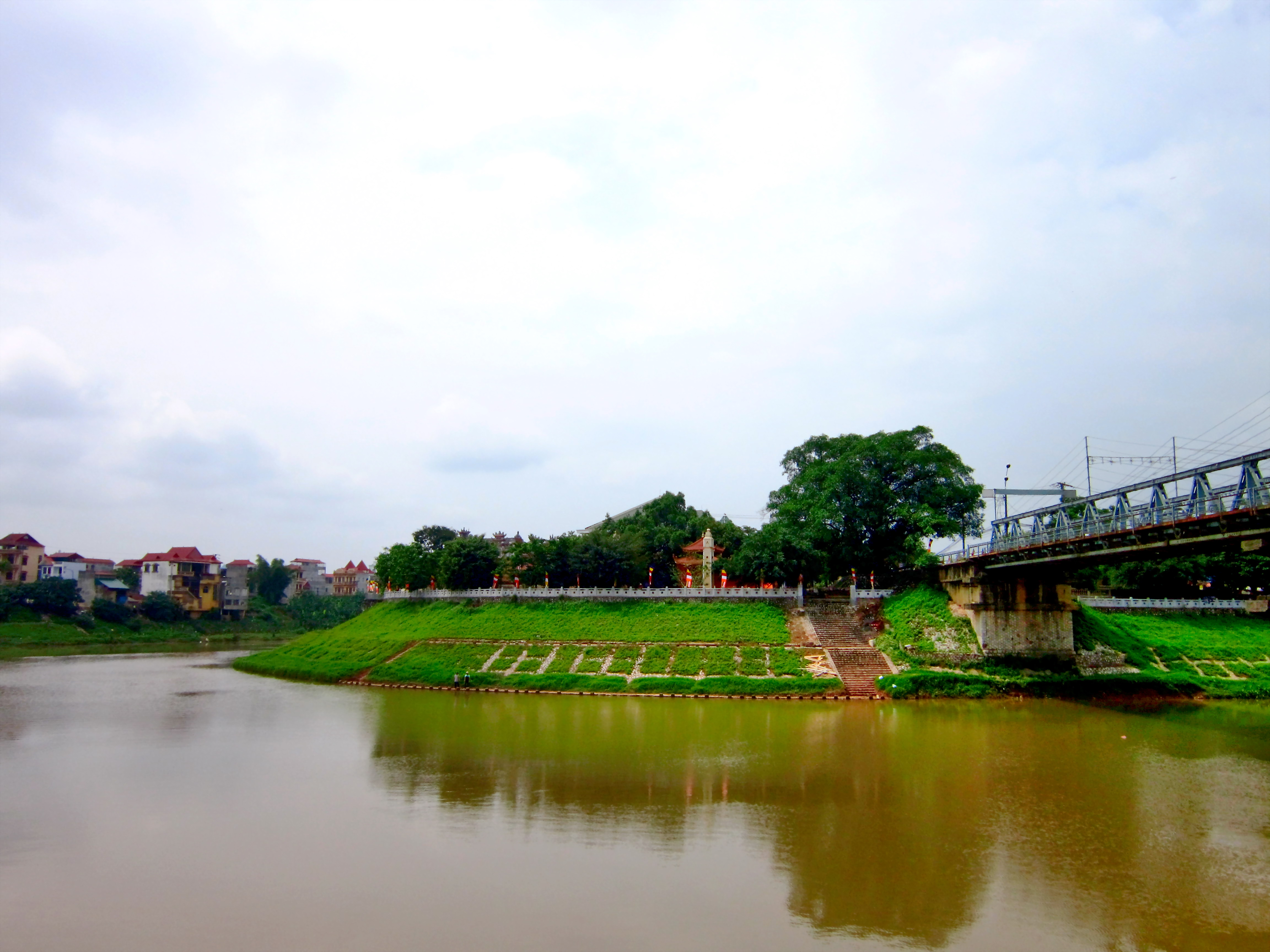
Cây cầu bắc qua sông Kỳ Cùng hiện nay

Từ ngày 24 đến ngày 26 tháng 2, quy mô các cuộc giao tranh giảm do Quân đội Trung Quốc đang cầm cự và tái tập hợp. Hai sư đoàn mới của Trung Quốc từ Quân đoàn 54 là Sư đoàn 160 và 161 dẫn dắt các cuộc tấn công, cùng với Quân đoàn 55 ở phía sau tiến về Lạng Sơn. Trong khi đó, Sư đoàn 3 của Việt Nam đã rút quân khỏi Thâm Mô để thiết lập vành đai phòng thủ mới giữa Cốc Chủ và đồi 417, nhằm phong tỏa đường quốc lộ và phòng vệ trước sức ép của Trung Quốc từ Thâm Lũng. Ngày 24 tháng 2, Bộ Tư lệnh Quân khu 1 thành lập Mặt trận Lạng Sơn do Thiếu tướng Hoàng Đan phụ trách. Ngày 25 tháng 2, quân Trung Quốc chiếm được thị trấn Thất Khê.
Vào lúc 06h05 ngày 27 tháng 2, quân Trung Quốc tiếp tục cuộc tấn công vào Lạng Sơn bằng bốn mũi tấn công vào đồi 417, Khâu Mã Sơn, Pa Vai Sơn và Khau Khao Sơn, tạo điều kiện cho các đơn vị thiện chiến có thời gian bao vây Lạng Sơn từ phía đông nam và tây nam. Khâu Mã Sơn là điểm cao chiến lược cách Lạng Sơn 4 km về phía Tây tây-bắc, hầu hết các tuyến đường lớn gần thị trấn ở đây đều bị chặn, sau đó rơi vào tay quân đội Trung Quốc khoảng lúc 14h00. Sự kiểm soát của Trung Quốc đối với Khâu Mã Sơn khiến tuyến phòng thủ của Việt Nam từ Cốc Chử đến đồi 417 lọt vào tầm ngắm của địch, đồng thời đe dọa các vị trí của Trung đoàn 12 gần Chóc Võ. Tuy nhiên, quân Việt Nam đã kịp thời rút khỏi tuyến phòng thủ này về khu vực giữa Quán Hồ và Kéo Càng, do đó một lần nữa chặn đường quân Trung Quốc vào Lạng Sơn. Bộ chỉ huy Quân đội Việt Nam cũng tăng cường cho Trung đoàn 12 bằng cách điều Trung đoàn 42 - Sư đoàn 327 đến Kỳ Lừa để đối mặt với Quân đoàn 43 của Quân đội Trung Quốc đang tới. Tuy nhiên, phần còn lại của Sư đoàn 327 Quân đội Việt Nam vẫn đóng quân tại Chi Lăng để ngăn chặn các cuộc xâm chiếm sâu hơn của Trung Quốc. Các sư đoàn khác gồm 3 sư đoàn của Quân đoàn 1 (308, 312 và 320-B), cũng được tập hợp ở phía nam sông Kỳ Cùng để bảo vệ Hà Nội, bàn giao lại nhiệm vụ bảo vệ thành phố Lạng Sơn cho Sư đoàn 3 và Trung đoàn 42. Đến ngày 28 tháng 2 quân Trung Quốc chiếm được thị trấn Lộc Bình.
Từ ngày 28 tháng 2 đến ngày 4 tháng 3, quân Trung Quốc cố gắng tiến vào thành phố Lạng Sơn trong một loạt cuộc giao tranh ác liệt xảy ra ở phía bắc thành phố. Khi quân Trung Quốc tấn công, họ cũng giành được quyền kiểm soát tất cả các con đường nối với Lạng Sơn, từ đó áp dụng chiến lược "Nông thôn bao vây thành thị" của Mao Trạch Đông. Đến ngày 28 tháng 2, quân Trung Quốc đã chiếm được tất cả các vị trí then chốt phía đông bắc thành phố Lạng Sơn, gồm  Khâu Lâu Sơn, Khâu Bố Sơn, Khâu Tang Sơn và Pa Vai Sơn. Mặc dù bị suy yếu nghiêm trọng, Trung đoàn 12 của Việt Nam vẫn không từ bỏ việc giao tranh với quân Trung Quốc dọc Quốc lộ 1B, họ không ngừng phòng thủ đồi 607 và đồi 649. Ngày 2 tháng 3, một đội hành quân của Trung Quốc đang trên quốc lộ đã bị một tiểu đoàn Việt Nam phục kích. Khoảng từ ngày 2 đến ngày 10 tháng 3, một đại đội của Đơn vị 56037 quân đội Trung Quốc đã mất một phần ba quân số khi họ đang trấn giữ một ngọn đồi gần Bản Lan trước các cuộc tấn công liên tiếp của quân Việt Nam. Cuộc tiến công của Sư đoàn 163 - Quân đội Trung Quốc - về cầu Kỳ Cùng ngày 1 tháng 3 cũng gặp phải sự kháng cự quyết liệt; trên khu đất trống, một tiểu đoàn của Trung Quốc bị tấn công công bởi vũ khí hạng nặng bắn từ Đồi 279, nơi đặt sở chỉ huy của Trung đoàn 42 quân đội Việt Nam và hai ngọn đồi gần Đông Uyên. Trong khi trận Lạng Sơn đang diễn ra, quân đội Việt Nam cũng triển khai các cuộc tấn công vào các thị trấn biên giới của Trung Quốc như Ma Lật Pha và Ninh Minh, nhưng không gây tổn thất đáng kể.
Từ ngày 17 tháng 2, Quân đoàn 43 của Quân đội Trung Quốc phải mất hai tuần rưỡi mới đến được thành phố Lạng Sơn từ phía đông. Sư đoàn 127 của họ hành quân từ Ba Sơn giữa mốc biên giới 32 và 33 đến Quốc lộ 1A tại Cao Lộc. Quân Trung Quốc phải mất mười ngày chỉ để vượt 5 km từ biên giới đến bản Xâm do bị Trung đoàn 141 quân đội Việt Nam đánh chặn. Ở phía nam Lạng Sơn, Sư đoàn 129 Quân đội Trung Quốc nhắm vào đồi 392, đồi 623 và thị trấn Lộc Bình sau khi vượt biên giới tại Chi Ma. Quân Trung Quốc mất 11 ngày mới chiếm được Lộc Bình, họ tiếp tục tấn công theo đội hình lớn để đàn áp sự kháng cự của phía Việt Nam trên các hướng này.
Vào ngày 1 tháng 3, Sư đoàn 165 - Quân đoàn 55 của Trung Quốc đã chọc thủng được hàng tuyến phòng thủ của Việt Nam do Trung đoàn 42 của Quân đội Việt Nam trấn giữ tại Lam Trường, phía tây bắc thành phố Lạng Sơn. Sư đoàn 164 Quân đội Trung Quốc cũng đã chiếm được sở chỉ huy Trung đoàn 141 của phía Việt Nam tại Pò Lèo. Đến ngày 2 tháng 3, quân Trung Quốc đã chiếm được hầu hết các ngọn đồi xung quanh thành phố Lạng Sơn, khiến thành phố gần như bị bao vây. Tại Khánh Khê, họ chạm trán với các đơn vị của Sư đoàn 337 Quân đội Việt Nam. Vào ngày 3 tháng 3, quân Trung Quốc mở cuộc tấn công cuối cùng vào Lạng Sơn. Cùng lúc đó, Sư đoàn 3 của Trung Quốc, được theo sau bởi Trung đoàn 42, đã được lệnh rút khỏi thành phố và sáp nhập vào Quân đoàn 5 mới thành lập cho các mục đích sau này của chiến dịch, bao gồm các Sư đoàn 3, 327, 337, 338 và 347. Trung đoàn 12, đã bị tách khỏi phần còn lại của Sư đoàn 3, được giao nhiệm vụ tiếp tục bảo vệ các khu vực dọc Quốc lộ 1B. Sư đoàn 127 của Trung Quốc tiến qua sông Kỳ Cùng tại Phiêng Phúc theo tuyến đường xuyên qua các ngọn đồi phía tây Quốc lộ 1B, nhanh chóng vượt qua tuyến phòng thủ trên đồi Mê Mai trước khi chiếm sân bay Mai Pha và đồi 391 vào ngày 4 tháng 3. Cùng ngày, các đồi 332, 317 và 382 rơi vào tay hai tiểu đoàn dự bị của Quân đoàn 50. Sư đoàn 163 vượt Khủi Khúc (xã Hoàng Đồng) và Khòn Pát (xã Mai Pha), tiến sâu 5 km về phía nam Lạng Sơn tới Pác Moong (Pác Moòng), cuộc tiến quân này là bước tiến xa nhất của quân Trung Quốc về hướng Hà Nội. Ngày 5 tháng 3, Sư đoàn 127 và 129 của QGPTQ tiến vào thành phố Lạng Sơn.

### Rút quân
Sau khi Lạng Sơn bị chiếm đóng, giao tranh vẫn tiếp diễn ở Lộc Bình và thị trấn Móng Cái - Quảng Ninh.
Ngày 5 tháng 3, Trung Quốc tuyên bố rút khỏi Việt Nam. Trong quá trình rút lui, quân Trung Quốc đã phá hủy các cây cầu phía nam Lạng Sơn. Các đơn vị của Việt Nam ở Lạng Sơn dù bị tổn thất nặng nề vẫn tiếp tục chiến đấu chống lại quân đội Trung Quốc. Các Sư đoàn 327, 337 và 338 của Việt Nam được bố trí ở phía nam gần Chi Lăng để ngăn chặn khả năng đột phá của Trung Quốc, cuối cùng cũng đã được tung vào cuộc phản công. Các trung đoàn 337 và 338 truy đuổi quân Trung Quốc đang rút lui về Trung Quốc qua Chi Ma.

## Hậu quả
Con số thương vong của cả hai bên trong trận Lạng Sơn còn gây ra tranh cãi: trong khi các nguồn tin của Việt Nam tuyên bố đã khiến 19.000 quân Trung Quốc bị loại khỏi cuộc chiến, một báo cáo sau trận chiến của Quân đoàn 55 cho thấy Quân đội Trung Quốc có 1.271 người chết và 3.779 người bị thương trong các cuộc đụng độ xung quanh Đồng Đăng và Lạng Sơn. Phía Trung Quốc cũng đưa ra con số thương vong của Việt Nam là 10.401. Theo tài liệu của phía Việt Nam, số lượng hy sinh và bị thương khi tác chiến của Sư đoàn 3 lần lượt là 6,6% và 8,4% quân số; mỗi sư đoàn còn lại tham gia vào các giai đoạn sau của cuộc chiến được cho là đã thiệt mạng hàng trăm người. Mặc dù Quân đội Trung Quốc tuyên bố đã tiêu diệt một số đơn vị chính quy của Việt Nam, nhưng chiến dịch của Trung Quốc cũng tỏ ra kém hiệu quả, vì các chiến thuật lỗi thời của họ đã không tạo ra bước tiến mạnh mẽ và lượng lớn thương vong của họ được đổi lấy những lợi ích nhỏ. Mặc dù bị tổn thất nặng nề trong các trận chiến ở các tỉnh biên giới Việt Nam, QGPTQ vẫn tuyên bố rằng đường đến Hà Nội hiện đã rộng mở và mục tiêu của họ đã đạt được và rút quân về biên giới, đánh dấu sự kết thúc của chiến tranh.